# Francisque Fabulé
Francisque Fabulé est un esclave qui fut exploité en Martinique dans les années 1660. Il est connu pour avoir usurpé à son maître le nom sous lequel il nous est connu, ainsi que pour les exactions qu'il commit sous ce nom dans les campagnes de la colonie avec sa bande de marrons.
« A la Martinique, encore peu peuplée, la bande de Francisque Fabulé, avec ses 400 à 500 esclaves fugitifs, fut la première à être identifiée en 1665 par le gouvernement français. Capturé une première fois, Fabulé contribua quelque temps à lutter contre le marronnage, puis s’enfuit à nouveau avant d’être repris et condamné aux  galères en 1671. Cependant, de nombreux fugitifs avaient constitué de petites communautés dans les bois où ils vivaient de leurs cultures et de la rapine. »